# Великий Буенос-Айрес
34°36′30″ пд. ш. 58°22′19″ зх. д. / 34.6083° пд. ш. 58.3719° зх. д.
Великий Буенос-Айрес (ісп. Gran Buenos Aires, GBA, ісп. Área Metropolitana de Buenos Aires, AMBA) — агломерація на сході Аргентини. Має у своєму складі столицю Буенос-Айрес та прилеглі передмістя на території провінції Буенос-Айрес. Зазвичай під Великим Буенос-Айресом розуміють саме місто та 24 округи-передмістя, рідше включають й інші прилеглі населені пункти.

## Площа

Агломерація Великий Буенос-Айрес. Жовтим показано місто Буенос-Айрес, синім — 24 округа-передмістя, фіолетовим — 6 округів приміської зони, рожевим Велику Ла-Плату

Площа агломерації становить близько 6 000 км², з них 200 км² — це територія Федерального округу. Також іноді до Великого Буенос-Айреса відносять і агломерацію Велика Ла-Плата із площею 1 200 км². Тому загальна площа Великого Буенос-Айреса становить 7 200 км².

## Населення
Чисельність населення агломерації Великий Буенос-Айрес становить 12 701 364 осіб (перепис 2010), з яких 2 891 082 осіб проживає в столиці Аргентини, 9 910 282 осіб — в приміській зоні (24 округи) та 0,79 млн осіб у Великій Ла-Платі.
Населення власне міста Буенос-Айрес з 1940-х років зменшується, водночас помітна тенденція зростання кількості мешканців передмість, за рахунок чого населення Великого Буенос-Айреса росте.

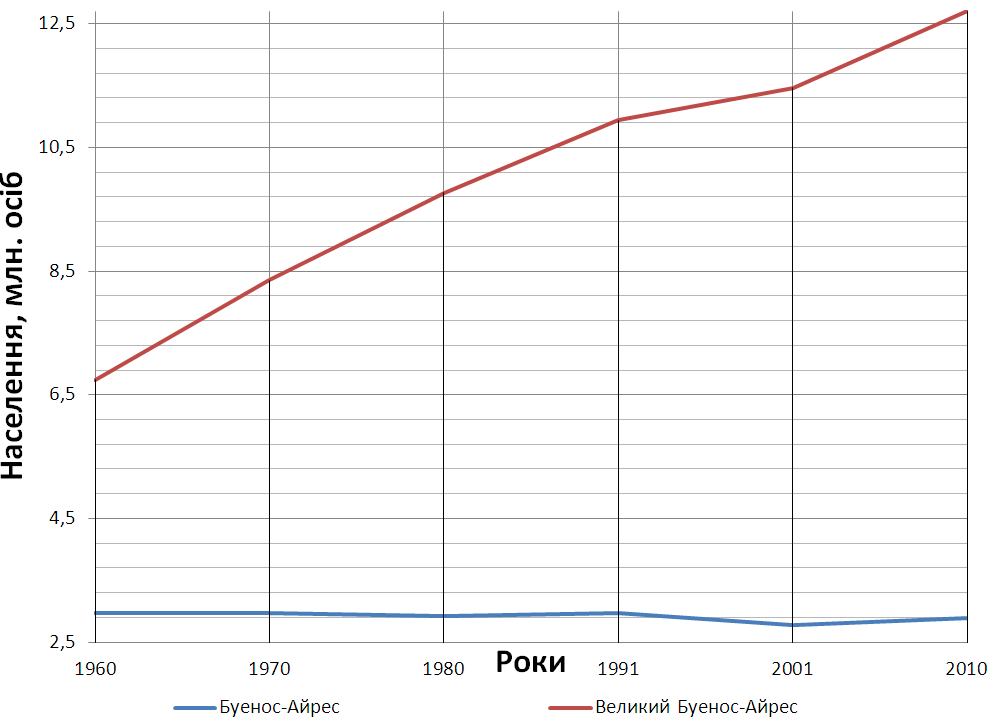
Динаміка населення Великого Буенос-Айреса і міста Буенос-Айреса у 1960—2010 роках

## Поділ

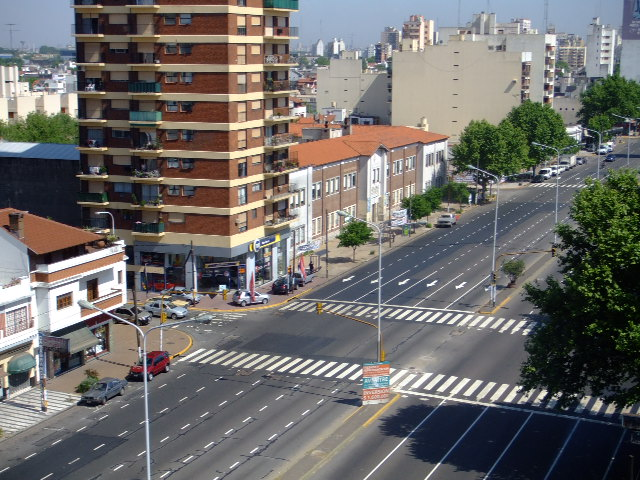
Авельянеда

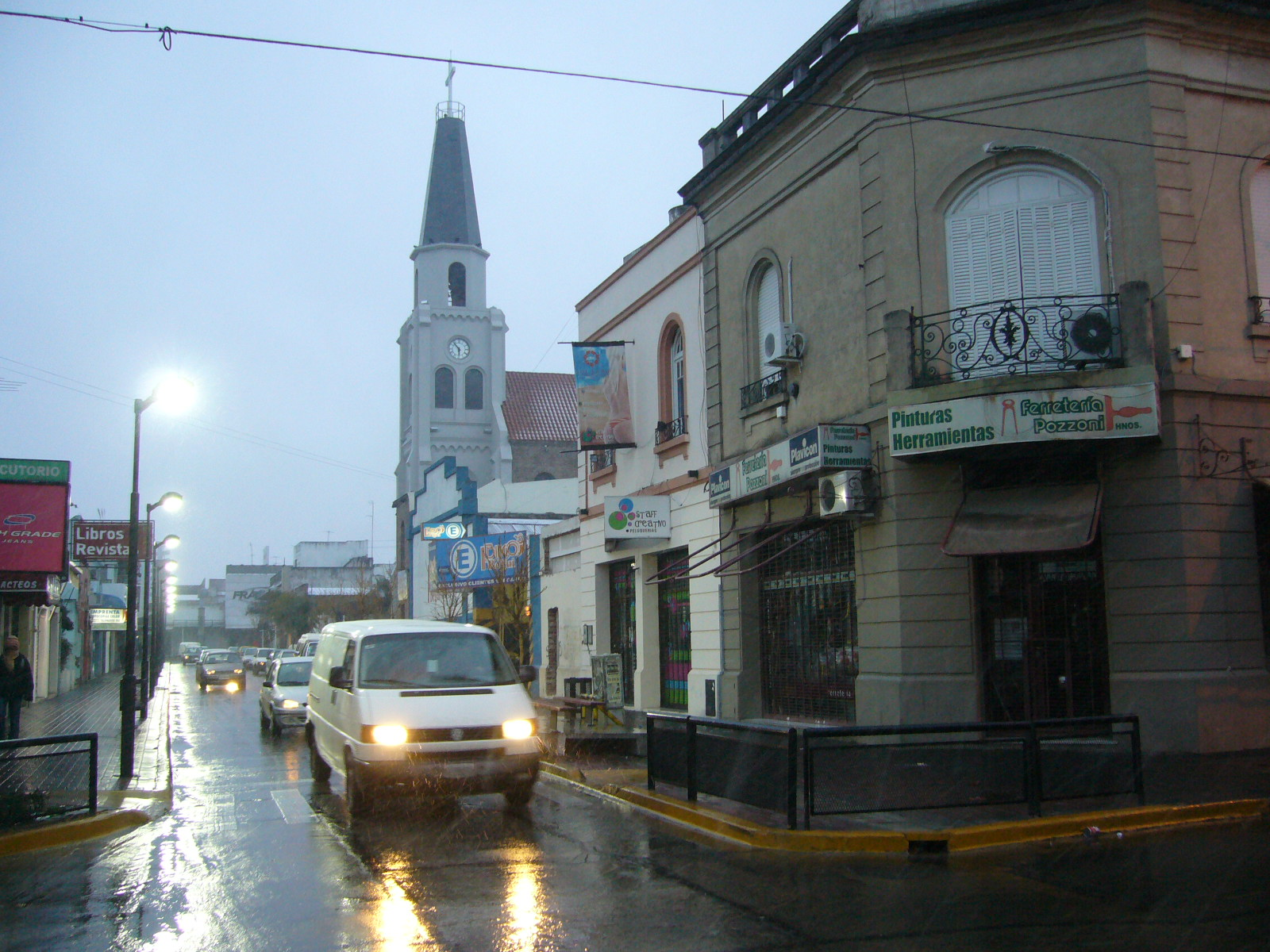
Берасатегі

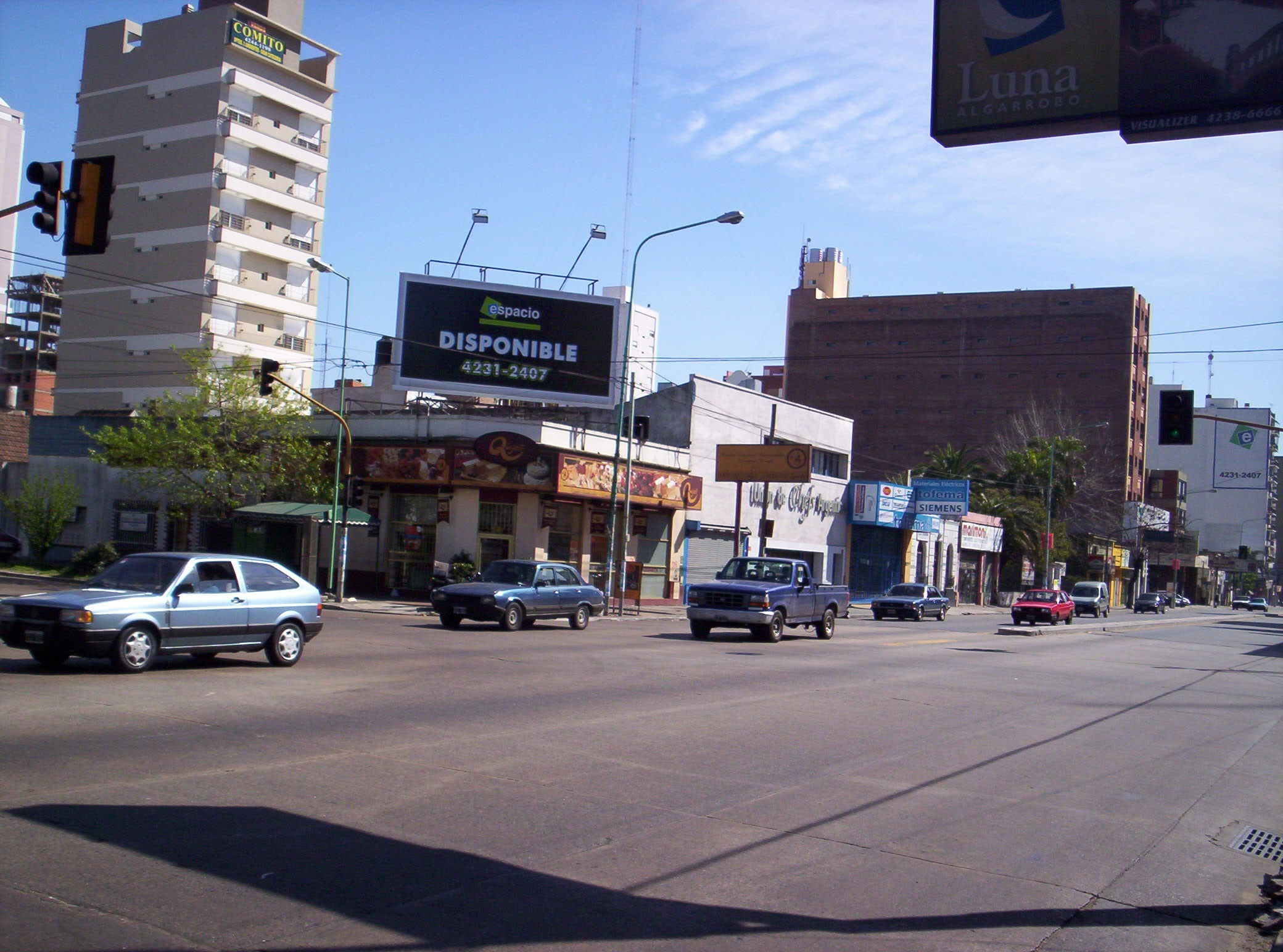
Ломас-де-Самора

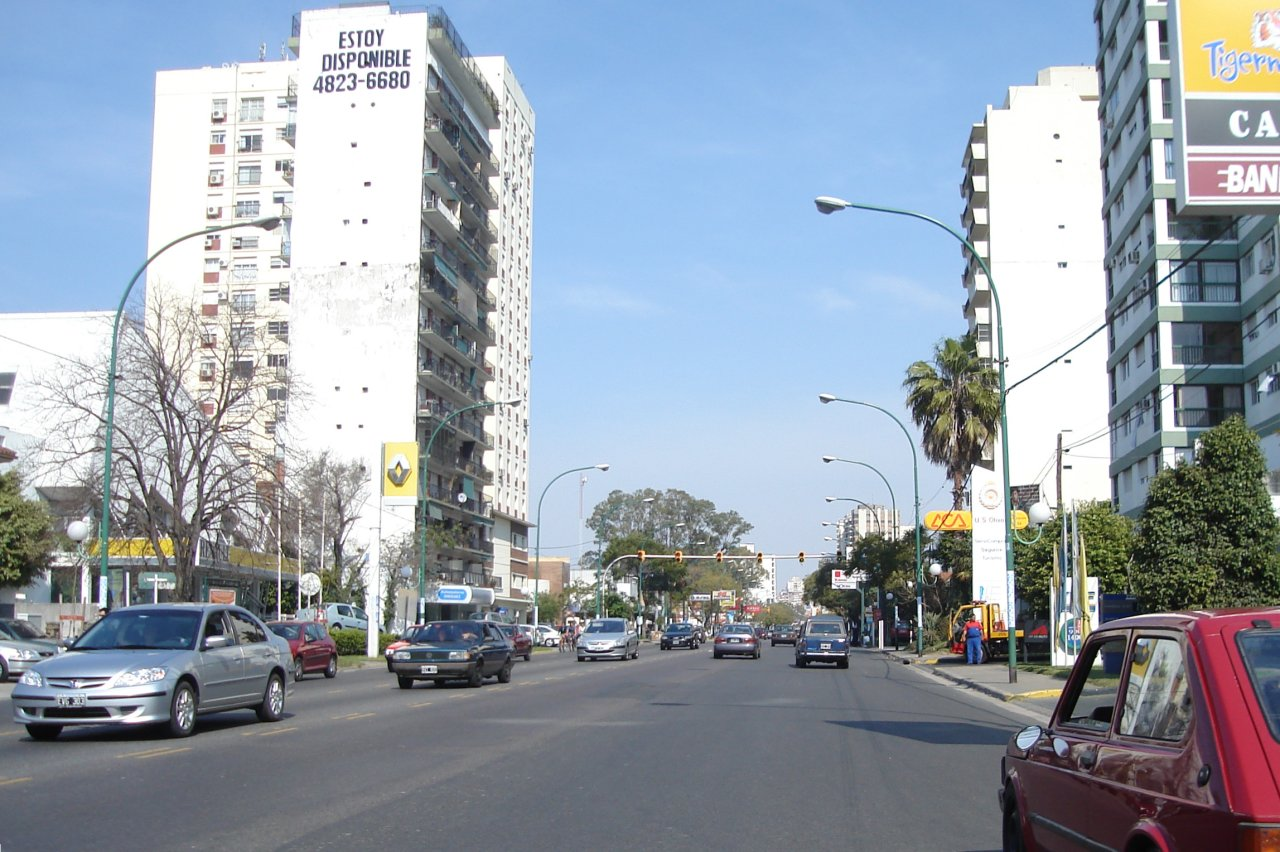
Вісенте-Лопес

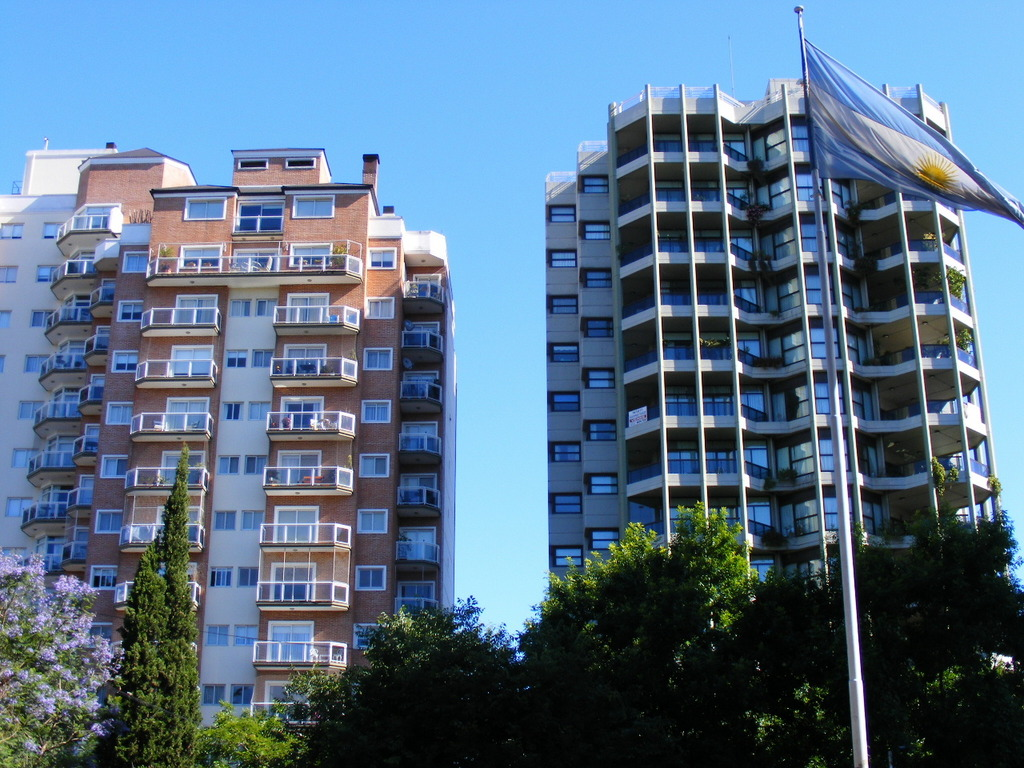
Ла-Матанса

Великий Буенос-Айрес умовно поділяється на:
1. Федеральний округ — місто Буенос-Айрес
2. Передмістя Буенос-Айреса. Згідно з визначенням Національного інституту статистики і переписів (INDEC) до них входять 24 округи провінції Буенос-Айрес, зокрема:
2.1. Повністю урбанізовані округи (14):
| Округ                | Площа, км² | Населення, осіб (2010) | Адміністративний центр |
| -------------------- | ---------- | ---------------------- | ---------------------- |
| Авельянеда           | 55,2       | 340 985                | Авельянеда             |
| Вісенте-Лопес        | 34,0       | 270 929                | Олівос                 |
| Ітусайнго            | 38,5       | 168 419                | Ітусайнго              |
| Кільмес              | 125,0      | 580 829                | Кільмес                |
| Ланус                | 45,0       | 453 500                | Ланус                  |
| Ломас-де-Самора      | 89,0       | 613 192                | Ломас-де-Самора        |
| Мальвінас-Архентінас | 63,8       | 321 833                | Лос-Польворінес        |
| Морон                | 52,0       | 319 934                | Морон                  |
| Сан-Ісідро           | 21,0       | 291 608                | Сан-Ісідро             |
| Сан-Мігель           | 83,0       | 281 120                | Сан-Мігель             |
| Трес-де-Фебреро      | 46         | 343 774                | Касерос                |
| Урлінгам             | 35,4       | 176 505                | Урлінгам               |
| Хенераль-Сан-Мартін  | 56,0       | 422 830                | Сан-Мартін             |
| Хосе-Клементе-Пас    | 50,1       | 263 094                | Хосе-Клементе-Пас      |

2.2. Частково урбанізовані округи (10), які увійшли до складу агломерації у середині ХХ ст.:
| Округ             | Площа, км² | Населення, осіб (2010) | Адміністративний центр |
| ----------------- | ---------- | ---------------------- | ---------------------- |
| Альміранте-Браун  | 129,3      | 555 731                | Адроге                 |
| Берасатегі        | 188,0      | 320 224                | Берасатегі             |
| Есейса            | 237,0      | 160 219                | Есейса                 |
| Естебан-Ечеверрія | 29,0       | 298 814                | Монте-Гранде           |
| Ла-Матанса        | 325,7      | 1 772 130              | Сан-Хусто              |
| Мерло             | 170,0      | 524 207                | Мерло                  |
| Морено            | 186,1      | 462 242                | Морено                 |
| Сан-Фернандо      | 950,0      | 163 462                | Сан-Фернандо           |
| Тігре             | 220,0      | 380 709                | Тігре                  |
| Флоренсіо-Варела  | 190,0      | 423 992                | Флоренсіо-Варела       |

3. Округи приміської зони агломерації (6), які ще не є фактично передмістями Буенос-Айреса, але найближчим часом можуть ними стати:
| Округ             | Площа, км² | Населення, осіб (2010) | Адміністративний центр |
| ----------------- | ---------- | ---------------------- | ---------------------- |
| Ескобар           | 277,0      | 210 084                | Белен-де-Ескобар       |
| Маркос-Пас        | 470,0      | 53 462                 | Маркос-Пас             |
| Пілар             | 352,0      | 298 191                | Пілар                  |
| Пресіденте-Перон  | 120,7      | 25 415                 | Герніка                |
| Сан-Вісенте       | 666,0      | 59 708                 | Сан-Вісенте            |
| Хенераль-Родрігес | 360,0      | 87 491                 | Хенераль-Родрігес      |

4. Агломерація міста Ла-Плата (3 округи), яка тісно пов'язана із сусіднім Буенос-Айресом:
| Округ    | Площа, км² | Населення, осіб (2010) | Адміністративний центр |
| -------- | ---------- | ---------------------- | ---------------------- |
| Беріссо  | 135,0      | 88 123                 | Беріссо                |
| Енсенада | 135,0      | 55 629                 | Енсенада               |
| Ла-Плата | 926,0      | 649 613                | Ла-Плата               |

Також іноді 24 приміські округи Буенос-Айреса поділяють на пояси, або кільця, в залежності від відстані до столиці:
- Перше кільце: Авельянеда, Ланус, Ломас-де-Самора, Ла-Матанса (частково), Морон, Трес-де-Фебреро, Сан-Мартін, Вісенте-Лопес, Сан-Ісідро
- Друге кільце: Кільмес, Берасатегі, Флоренсіо-Варела, Естебан-Ечеверріа, Есейса, Морено, Мерло, Мальвінас-Архентінас, Урлінгам, Ітусайнго, Тігре, Сан-Фернандо, Хосе-Клементе-Пас, Сан-Мігель, Ла-Матанса (частково), Альміранте-Браун
- Третє кільце: Сан-Вісенте, Пресіденте-Перон, Маркос-Пас, Хенераль-Родрігес, Ескобар, Пілар

Інший поділ здійснюється за географічним принципом:
- Північна Зона складається з округів Вісенте-Лопес, Сан-Ісідро, Сан-Фернандо, Тігре, Хенераль-Сан-Мартін, Сан-Мігель, Хосе-Клементе-Пас, Мальвінас-Архентінас, Пілар. Характеризується великою кількістю заможних районів, а також важливих індустріальних центрів, перш за все автомобілебудівних і фармакологічних. Прибережна зона — важливий осередок туризму. Тут також знаходиться велика кількість морських клубів. З містом Буенос-Айрес поєднується Панамериканським шосе, залізницями ім. Мітре і ім. Бельграно.

- Західна Зона складається з округів Ла-Матанса, Морено, Мерло, Морон, Маркос-Пас, Урлінгам, Ітусайнго, Трес-де-Фебреро. Це дуже індустріалізована і урбанізована зона. Останнім часом значну частину населення складають мігранти. Найважливішим округом є Ла-Матанса, яка відіграє значну роль у суспільстві, політиці і економіці. З містом Буенос-Айрес зону поєднує залізниці ім. Сан-Мартіна, ім. генерала Уркіси і ім. Сарм'єнто, а також автошляхи

- Південна Зона складається з округів Авельянеда, Кільмес, Берасатегі, Флоренсіо-Варела, Ланус, Ломас-де-Самора, Альміранте-Браун, Естебан-Ечеверіа, Есейса, Пресіденте-Перон і Сан-Вісенте. У цій зони традиційно з XIX ст. розташовувалися осередки промисловості, зокрема м'ясокомбінати. Від міста Буенос-Айрес і Західної зони відокремлена річкою Матанса-Ріачуело. Тут мешкають переважно бідні верстви населення. Зі столицею зона поєднана автошляхами Буенос-Айрес — Ла-Плата, Есейса — Каньюелас, Каміно-Негро, вулицями Іполіто Ірігоєна і Бартоломе Мітре, а також залізницею ім. генерала Роки.

## Історія
1948 року влада провінції Буенос-Айрес видала декрет, згідно з яким 15 округів, найближчих до столиці отримали назву Великий Буенос-Айрес. Цими округами були:
- Альміранте-Браун
- Авельянеда
- Кватро-де-Хуніо (цю назву було змінено на Ланус 1955 року)
- Естебан-Ечеверріа (до якого до 1994 року також входила територія округу Есейса)
- Флоренсіо-Варела
- Хенераль-Сан-Мартін (до якого до 1959 року входили також землі округу Трес-де-Фебреро)
- Хенераль-Сарм'єнто (який 1994 року було розділено на округи Сан-Мігель, Мальвінас-Архентінас і Хосе-Клементе-Пас)
- Ла-Матанса
- Лас-Кончас (перейменовано на Тігре 1954 року, до 1960 року до нього також входила територія округу Ескобар)
- Ломас-де-Самора
- Морон (до 1994 року до його складу також входили округи Урлінгам і Ітусайнго)
- Кілмес (1960 року від нього було відокремлено округ Берасатегі)
- Сан-Фернандо
- Сан-Ісідро
- Вісенте-Лопес

Згодом до цього списку було додано округи Мерло і Морено. Внаслідок адміністративно-територіальних реформ ці 15 округів до 1991 року перетворилися на 19, а до 2001 року — на 24, які включають до Великого Буенос-Айреса до сьогодні.